# ユニオン駅 (セントポール)
ユニオン駅 （セントポール・ユニオン駅、ユニオンディーポ、英語： Saint Paul Union Depot）はアメリカ合衆国ミネソタ州セントポールのケロッグ・ブールバード・イースト240スイート70にある駅。全米各地を結ぶ旅客鉄道のアムトラックのほかメトロ・トランジットのライトレールグリーンラインが乗り入れている。

## 歴史
最初の駅舎は1881年に完成し、複数の私鉄が使用する共同駅であったため、ユニオン駅と命名された。1888年には800万人の利用者があり、営業的に大成功を収め、早くも駅舎の改築を行った。これで中央の塔が高くなり、見栄えが良くなった。しかし、この駅舎は1915年に火災により全焼した。
1923年、2代目の現駅舎が完成した。設計はシカゴの建築家チャールズ・サムナー・フロストによるもので、新古典主義の格調高い建物である。彼はシカゴのラサール・ストリート駅とノースウエスタン駅も手掛けている。
1920年代はアメリカの鉄道の全盛期で、ユニオン駅は9面18線の乗り場を備え、9つの私鉄が乗り入れ、毎日282本の列車が発着していた。しかし、自動車と航空機の登場により、鉄道需要は減少期に突入していた。鉄道各社は顧客をつなぎ留めるため、列車の高速化に力を入れるようになり、流線型車両が流行となった。シカゴ・バーリントン・アンド・クインシー鉄道のゼファーは最高速度180kmでシカゴとセントポールを約6時間で走破した。
第二次世界大戦後も鉄道の利用者は減り続け、多くの鉄道会社が利益の出ない旅客輸送から撤退した。1971年に発足した国営のアムトラックは旅客輸送専門の組織であったが、合理化のためセントポール・ユニオン駅の旅客扱いを停止し、ミネアポリスにあるグレート・ノーザン鉄道の駅に一本化する決断を下した。その後、ユニオン駅は貨物専用となり、主にアメリカ合衆国郵便公社が使用する駅となった。駅舎は1974年に国家歴史登録財に登録された
2002年、ラムゼイ郡地域鉄道局（RCRRA）は、セントポール地区の公共交通を議論するため、実業界および市民団体の代表者ならびに運輸業界の関係者を含むタスクフォースを立ち上げた。 グループの仕事は、郡の公共交通の拠点を構築することだった。調査された施設のうち、ユニオン駅はダウンタウンに位置し、既存の鉄道線が使えるため、最適な選択とみなされた。
ユニオン駅を旅客駅として復活させるためには、コンコースの郵便施設を移転する必要があった。幸いなことに、郵便公社は2005年に郵便物処理と仕分けを別の場所に移転すると発表した。2年後、RCRRAは、コンコース、跨線橋、駅敷地の南部約36,400平方メートルを4,960万ドルで購入した。2009年に駅本屋（コンドミニアムを除く）を810万ドルで購入した。
2010年に郵便施設が退去し、2011年1月18日に駅の改修工事の起工式が行われた。この事業には、多くの工事が必要だった。それらは、入口前の広場の再建、大ホールとコンコースの歴史的装飾の修復、新しい階段、エレベーター、エスカレーターの設置等である。改修工事は、2013年後半に完成した。243百万ドルの事業の資金は、連邦、州、地方のさまざまな行政機関から得られたものである。
2014年5月7日、アムトラックはミッドウェイ駅からセントポール・ユニオン駅へ停車駅を変更した。アムトラックの社長兼CEOジョセフ・ボードマン他来賓は、歴史的な駅舎の修復された待合室でテープカットを行った。
2014年6月にセントポールのダウンタウンとミネアポリスのダウンタウンを結ぶ約18キロのグリーンラインが開業した。この路線はミネソタ大学、ミッドウェイ地区、キャピトルコンプレックスを経由する。

## 利用可能な鉄道路線／列車

### Amtrak
アムトラックの停車する列車は下記の通り。
シカゴとシアトル / ポートランド間の夜行長距離列車エンパイア・ビルダー号 …1日1往復停車 。

### Metro Transit
メトロ・トランジット メトロは下記の通り。
グリーンライン 

## バス
当駅から乗車できるバスは以下の通り。
中長距離バス
グレイハウンド
ジェファーソン・ラインズ
路線バス
メトロ・トランジット (Metro Transit) …3系統 、16系統 、21系統 、54系統 、94系統 、262系統 、417系統 、
ミネソタ・バレー交通局 (MVTA) …480系統 、484系統 、489系統 